# Sjöjungfrun
A Sombra da Sereia - em sueco Sjöjungfrun - é um livro da escritora sueca Camilla Läckberg, publicado em 2008 pela editora Forum.
A tradução portuguesa foi editada pela Dom Quixote em 2013.